# Bodó Mátyás
Bodófalvai Bodó Mátyás (Rimabánya, 1690 – 1750 körül) jogtudós, jogakadémiai tanár, táblabíró.

## Élete
Apja Bodó András evangélikus lelkész volt Rimabányán született. Koháry András gróf murányi és baloghi uradalmainak ügyésze, Gömör megye táblabirája és a nagyszombati akadémia tanára volt; magyar jogot tanított.

## Művei
- Jurisprudentia criminalis. (Büntetőjog) Pozsony. 1751 (2. kiadás. Nagy-Szombat, 1758)
- Zwuk Evangelium wečneho. H. n., 1760. (Imádságok és énekek; valószínűleg atyja irta s ő csak kiadója.)

Kézirata: Comitatus Gömöriensis brevis descriptio. (Gömör megye rövid leírása) 4-rét 58 lap (az Országos Széchényi Könyvtárban). Klein szerint több kéziratot is hagyott hátra.